# پرتودرمانی مولکولی
پرتودرمانی مولکولی یا پرتودرمانی با منبع گشاده (به انگلیسی: Unsealed source radiotherapy) روشی درمانی است که در آن از پرتودارو برای بهبود پزشکی استفاده می‌شود. این روش به‌ویژه در درمان سرطان کاربرد دارد.
در پرتودرمانی با منبع گشاده، پرتودارو عمدتاً از طریق تزریق یا تناول وارد بدن می‌شود و در بافت یا عضوی اختصاصی در بدن جای‌گیری می‌گردد. این جای‌گیری نوعی از درمان هدفمند است که از پایهٔ خواص فیزیکی، شیمیایی و یا زیستی دارو برای قرارگیری در جایی مشخص از بدن ناشی می‌شود.
پرتودرمانی با منبع گشاده، در مقابل پرتودرمانی با منبع ناگشاده (براکی‌تراپی) تعریف می‌شود که در آن منبع رادیواکتیو در یک کپسول یا سیمی فلزی در محل درمان در بدن قرار داده می‌شود و بر بافت مورد نظر اثر می‌گذارد.